# Lasiomactra
Lasiomactra is een geslacht van vlinders van de familie sikkelmotten (Oecophoridae).

## Soorten
- L. acharista Meyrick, 1921
- L. maisongrossella Viette, 1955